# Librado Rivera
Librado Rivera (17 août 1864 à Rayón, San Luis Potosí - 1er mars 1932 à Mexico) est un homme politique, journaliste et anarchiste mexicain, membre du Parti libéral mexicain (Partido Liberal Mexicano, PLM).
Militant politique, journaliste et professeur diplômé de l'École Normale de San Luis Potosí, Librado Rivera a collaboré à la presse d'opposition à la dictature de Porfirio Díaz, comme El Hijo del Ahuizote, El Demófilo ou encore Regeneración. Il a été partisan des idées anarchistes de Pierre Kropotkine, Errico Malatesta et Jean Grave, entre autres.

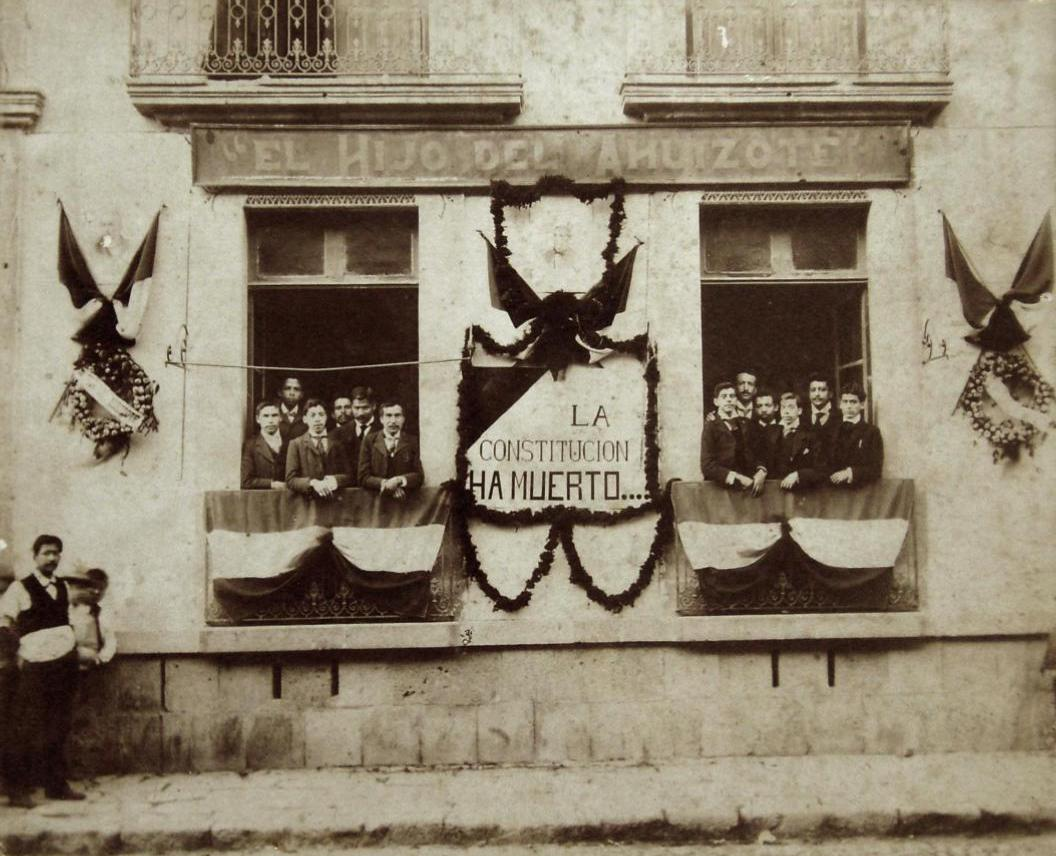
Protestation dans les locaux dEl hijo de El Ahuizote en 1903.

Membre du Club Libéral Benito Juárez en 1900, Librado Rivera a participé en tant que délégué au Congrès Libéral de 1901 à San Luis Potosí organisé par le Club Libéral Ponciano Arriaga, c'est à cette occasion qu'il fait la connaissance de Ricardo Flores Magón. En 1902, il est arrêté pour la première fois. Libéré, Librado se rend à Mexico où il fait partie de la protestation du 5 février 1903 dans le bureau de Hijo del Ahuizote, l'inscription « La Constitution est morte... » a pu y avoir été pensée par Rivera.
En 1905, depuis l'exil à Saint Louis, Missouri, Librado Rivera, de concert avec les frères Ricardo et Enrique Flores Magón, joue un rôle décisif dans l'orientation anarchiste que prend la Junte organisatrice qui se chargeait de préparer la fondation du Parti Libéral Mexicain (PLM), officialisé le 1 juillet 1906.
En 1907, après les grèves de Cananea et Rio Blanco, au cours desquelles les ouvriers ont été influencés et conseillés par des membres du PLM, Porfirio Díaz ordonne l'arrestation des frères Flores Magón, d'Antonio I. Villarreal et Librado Rivera.  
Lorsqu'en 1911, Villarreal et Juan Sarabia se séparent de la Junte Organisatrice, Rivera reste fidèle à l'orientation du PLM avec Ricardo et Enrique Flores Magón. Pour marquer les différences entre les deux groupes de libéraux, un nouveau Manifeste de la Junte du PLM au peuple mexicain est publié le 23 septembre 1911 par Regeneración. Dans celui-ci, le PLM fait appel aux Mexicains pour lutter contre l'État, le Capital et le clergé, identifiant ces forces comme les pouvoirs qui oppriment la population. Sans que ces notions soient explicitement invoquées, le Parti entérine ainsi officiellement son orientation communiste-anarchiste. 
Le 16 mars 1918, avec Ricardo Flores Magón, Librado Rivera a publié dans les colonnes de Regeneración (édité alors à Los Angeles, en Californie) un manifeste adressé aux anarchistes du monde entier. La circulation de ce manifeste a motivé le gouvernement américain à les incarcérer tous deux dans la prison de Leavenworth, Kansas, accusés de saboter l'effort de guerre des États-Unis, qui participaient alors à la Première Guerre mondiale. Librado est en lien avec Caritina Piña.
Rivera est libéré en 1923 et aussitôt déporté au Mexique. Il lui est alors offert un siège de député, de sénateur et même une présidence à San Luis Potosí, mais il a rejeté toutes ces propositions.
Rivera continue de travailler comme journaliste et de critiquer le gouvernement post révolutionnaire de  Plutarque Elías Calles, avec des publications comme Sagitario, édité de 1922 à 1927 par le groupe anarchiste Los Hermanos Rojos (Les Frères Rouges), ¡Avante! (1927-1930) et ¡Paso! (1931-1932). Dans ses articles et dans le livre Los Mártires de Texas (Les Martyrs du Texas), Rivera plaide pour la libération des magonistes encore détenus aux États-Unis, il lutte aussi pour éviter l'exécution de Sacco et Vanzetti. Librado Rivera cherche aussi à diffuser la pensée et les écrits de Ricardo Flores Magón et Práxedis G. Guerrero. En avril 1927, il est arrêté à Tampico (Tamaulipas) accusé d'insulte au président, d'avoir fait l'apologie publique de l'anarchisme et d'avoir inciter le peuple à l'anarchie.
Librado Rivera est mort dans la Ville de Mexico le 1er mars 1932, après avoir contracté le tétanos dans un accident automobile.